# Microsphecodes kathleenae
Microsphecodes kathleenae là một loài Hymenoptera trong họ Halictidae. Loài này được Eickwort mô tả khoa học năm 1972.